# Jane Bryan
Jane Bryan (Los Angeles, 11 giugno 1918 – Pebble Beach, 8 aprile 2009) è stata un'attrice statunitense.

## Biografia
Figlia di un avvocato di Los Angeles e appassionata di recitazione, all'età di diciotto anni Jane O'Brien venne scritturata dalla Warner Brothers che la mise sotto contratto e le cambiò nome in Jane Bryan.
Il primo film che segnò la sua carriera fu Le cinque schiave (1937). Nonostante il piccolo ruolo, è sul set di questo film che conobbe Bette Davis, attrice affermata che si affezionò alla giovane collega e consolidò un legame di amicizia destinato a durare negli anni e che poté offrire alla O'Brien solidi appoggi per la sua carriera. Con la Davis girerà nello stesso anno il film L'uomo di bronzo (1937), un melodramma sportivo diretto da Michael Curtiz, in cui interpretò l'innamorata del protagonista. Affiancò ancora la diva l'anno successivo, interpretando sua sorella nel dramma familiare Io ti aspetterò (1938), e nel 1939 sarà sua figlia nel melodramma Il grande amore.
Sul set del film Brother Rat (1938) conobbe l'attore Ronald Reagan, ed anche con lui l'attrice intesserà un'amicizia più che decennale. Nel 1939 sposò Justin Dart, un uomo d'affari di 11 anni più anziano di lei, e lasciò il cinema l'anno dopo, proprio quando la sua carriera stava iniziando a consolidarsi. Trascorse gli anni successivi dedicandosi alla famiglia e ai tre figli nati dal matrimonio, e a patrocinare diverse iniziative di beneficenza e a favore delle arti. Appassionata di scavi archeologici, viaggiò parecchio e diventò direttrice del Museo di Storia Naturale di Los Angeles. Fervente repubblicana, insieme al marito, sostenne l'amico Ronald Reagan nella corsa alla carica di governatore della California, che poi vinse nel 1967. Rimasta vedova nel 1984, visse agiatamente gli ultimi anni (il marito aveva quote di aziende quali Avon e Duracell) e morì nel 2009 dopo una lunga malattia.

## Filmografia

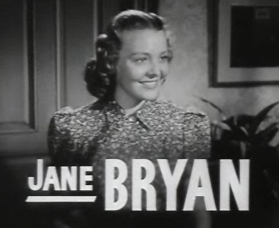
Jane Bryan nel film Strisce invisibili

- Il mistero del gatto grigio (The Case of the Black Cat), regia di William C. McGann (1936)
- The Captain's Kid, regia di Nick Grinde (1936)
- Under Southern Stars, regia di Nick Grinde (1937)
- Le cinque schiave (The Marked Woman), regia di Lloyd Bacon (1937)
- The Cherokee Strip, regia di Noel M. Smith (1937)
- L'uomo di bronzo (Kid Galahad), regia di Michael Curtiz (1937)
- Confession, regia di Joe May (1937)
- Un bandito in vacanza (A Slight Case of Murder), regia di Lloyd Bacon (1938)
- Io ti aspetterò (The Sisters), regia di Anatole Litvak (1938)
- Girls on Probation, regia di William C. McGann (1938)
- Brother Rat, regia di William Keighley (1938)
- The Man Who Dared, regia di Crane Wilbur (1939)
- Il grande amore (The Old Maid), regia di Edmund Goulding (1939)
- Morire all'alba (Each Dawn I Die), regia di William Keighley (1939)
- These Glamour Girls, regia di S. Sylvan Simon (1939)
- Non siamo soli (We Are Not Alone), regia di Edmund Goulding (1939)
- Strisce invisibili (Invisible Stripes), regia di Lloyd Bacon (1939)
- Brother Rat and a Baby, regia di Ray Enright (1940)

## Doppiatrici italiane
- Franca Dominici ne Le cinque schiave (ridoppiaggio), Morire all'alba
- Rosetta Calavetta ne Il grande amore
- Miranda Bonansea in Strisce invisibili
- Paola Del Bosco ne L'uomo di bronzo (ridoppiaggio)